# Liste der Baudenkmäler in Laurein
Die Liste der Baudenkmäler in Laurein (italienisch Lauregno) enthält die acht als Baudenkmäler ausgewiesenen Objekte auf dem Gebiet der Gemeinde Laurein in Südtirol.
Basis ist das im Internet einsehbare offizielle Verzeichnis der Baudenkmäler in Südtirol. Dabei kann es sich beispielsweise um Sakralbauten, Wohnhäuser, Bauernhöfe und Adelsansitze handeln. Die Reihenfolge in dieser Liste orientiert sich an der Bezeichnung, alternativ ist sie auch nach der Adresse oder dem Datum der Unterschutzstellung sortierbar.

## Liste
| Foto |                 | Bezeichnung                                  | Standort                    | Eintragung                   | Beschreibung | Metadaten                                     |
| ---- | --------------- | -------------------------------------------- | --------------------------- | ---------------------------- | --- | --------------------------------------------- |
| BW   | Datei hochladen | Ausserer ID: 15684                           | 46° 27′ 2″ N, 11° 4′ 6″ O   | 7. Sep. 1984 (BLR-LAB 4621)  | Ländliches Wohnhaus/Bauernhof, Wirtschaftsgebäude mit der Jahreszahl 1711.                                                         | KG: Laurein Bauparzelle: 78, 84, 85, 86       |
| ja   | Datei hochladen | Brößen ID: 15685                             | 46° 27′ 10″ N, 11° 3′ 17″ O | 23. Feb. 1987 (BLR-LAB 765)  | Ländliches Wohnhaus/Bauernhof | KG: Laurein Bauparzelle: 131, 132             |
| ja   | Datei hochladen | Marienkapelle beim Platter ID: 15689         | 46° 28′ 10″ N, 11° 2′ 6″ O  | 7. Sep. 1984 (BLR-LAB 4621)  | Lourdeskapelle mit Tuffsteingrotte, erbaut 1908.                                                                                   | KG: Laurein Bauparzelle: 297                  |
| BW   | Datei hochladen | Mühle beim Platter ID: 15686                 | 46° 28′ 9″ N, 11° 2′ 8″ O   | 7. Sep. 1984 (BLR-LAB 4621)  | Mühle | KG: Laurein Bauparzelle: 207                  |
| BW   | Datei hochladen | Obermittern ID: 15687                        | 46° 28′ 15″ N, 11° 2′ 14″ O | 7. Sep. 1984 (BLR-LAB 4621)  | Ländliches Wohnhaus/Bauernhof aus dem 16./17. Jahrhundert                                                                          | KG: Laurein Bauparzelle: 209, 390             |
| ja   | Datei hochladen | Pfarrkirche St. Vitus mit Friedhof ID: 15683 | 46° 27′ 14″ N, 11° 3′ 40″ O | 7. Sep. 1984 (BLR-LAB 4621)  | Kirche wurde um 1500 erwähnt. Das Langhaus wurde vor 1900 nach Westen verlängert.                                                  | KG: Laurein Bauparzelle: 1/1 Grundparzelle: 1 |
| BW   | Datei hochladen | Untergenn ID: 18191                          | 46° 27′ 34″ N, 11° 2′ 43″ O | 12. Aug. 1996 (BLR-LAB 3730) | Ländliches Wohnhaus/Bauernhof, Spätmittelalterlicher Bau aus dem 17. Jahrhundert. 1735 gegen Westen angebautes Wirtschaftsgebäude. | KG: Laurein Bauparzelle: 198                  |
| BW   | Datei hochladen | Untermittern ID: 15688                       | 46° 28′ 16″ N, 11° 2′ 13″ O | 7. Sep. 1984 (BLR-LAB 4621)  | Ländliches Wohnhaus/Bauernhof | KG: Laurein Bauparzelle: 212                  |

Falls bei einem Baudenkmal keine Koordinaten bekannt sind, werden ersatzweise die Katasterdaten zum Zeitpunkt der Unterschutzstellung angegeben. Diese sind weder offiziell noch zwingend aktuell.
Die vom Landesdenkmalamt übernommenen Adressen können veraltet sein.
| Foto:   | Fotografie des Denkmals. Klicken des Fotos erzeugt eine vergrößerte Ansicht. Daneben finden sich zwei Symbole: |
| ID      | Identifikator beim Südtiroler Landesdenkmalamt                                                                 |
| KG      | Katastralgemeinde                                                                                              |
| MD      | Ministerialdekret                                                                                              |
| BLR-LAB | Beschluss der Landesregierung – Landesausschussbeschluss                                                       |